# Каппьелло, Леонетто
Леонетто Каппьелло (итал. Leonetto Cappiello; 9 апреля 1875, Ливорно, Тоскана — 2 февраля 1942, Канны) — итальянский и французский художник, плакатист, карикатурист, дизайнер, которого называют отцом современной рекламы.

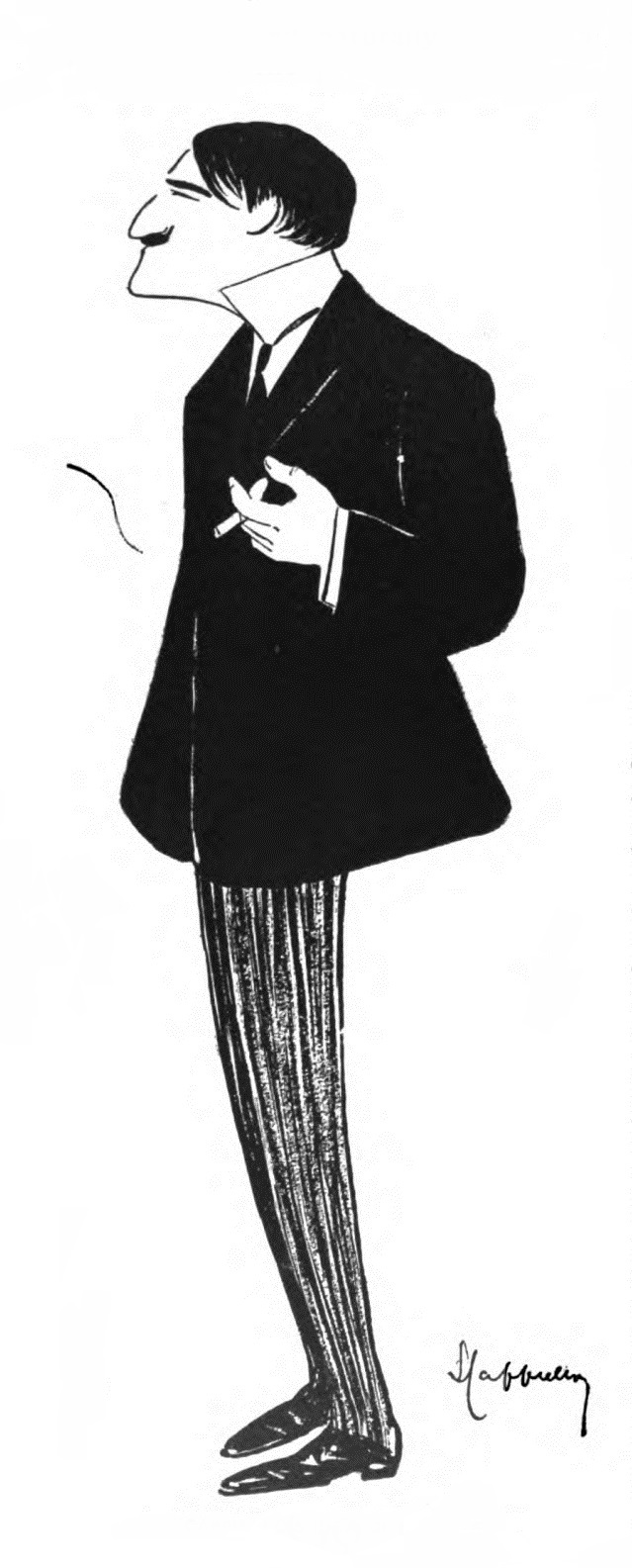
Карикатура-автопортрет

## Биография
Самоучка, специального образования не получил. Первая выставка его работ состоялась в 1892 году во Флоренции.
Начал свою карьеру как карикатурист, сотрудничал с юмористическими и сатирическими журналами Le Rirе, Le Cri de Paris, Le Sourire, L’Assiette au Beurre, La Baionnette, Femina, La Revue blanche и другими. Первый альбом его карикатур «Lanterna Magica» был издан в 1896 году. В 1898 году переехал в Париж.
С 1899 г. стал создавать рекламные плакаты. Во время Первой мировой войны Каппелло работал переводчиком в Италии. С 1921 по 1936 год имел контракт с художественной типографией Maison Devambez в Каннах.
Проиллюстрировал «Принцессу Вавилонскую» Вольтера и сборник новелл «Убиенный поэт» Гийома Аполлинера, (1916).
Входил в состав жюри Мисс Франция.

## Творчество
За свою творческую карьеру Каппьелло создал более 530 рекламных плакатов. Сделал имя во время бума постеров в начале XX века, с проектами, заметно отличающимися от работ одного из основоположников современного плаката Жюля Шере.
Во Франции в конце XIX — начале XX века состоялась революция в дизайне, связанная во многом с именем Леонетто Каппьелло, чьи работы стали настолько влиятельными, что его часто называют отцом современной рекламы. Его революционное понимание искусства — главный продукт рекламы сегодня — основывалось на психологическом воздействии образа, ассоциации. Каппьелло первым сознательно объединил продукт с мгновенно узнаваемой «иконой» изображения. Таким образом, когда зритель видит эту «икону», значок, он вспоминает о продукте.

## Избранные работы

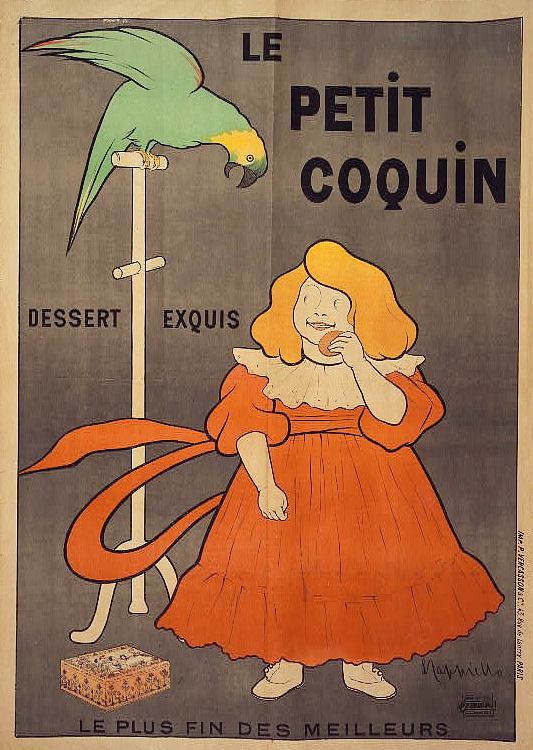
Маленький Мошенник
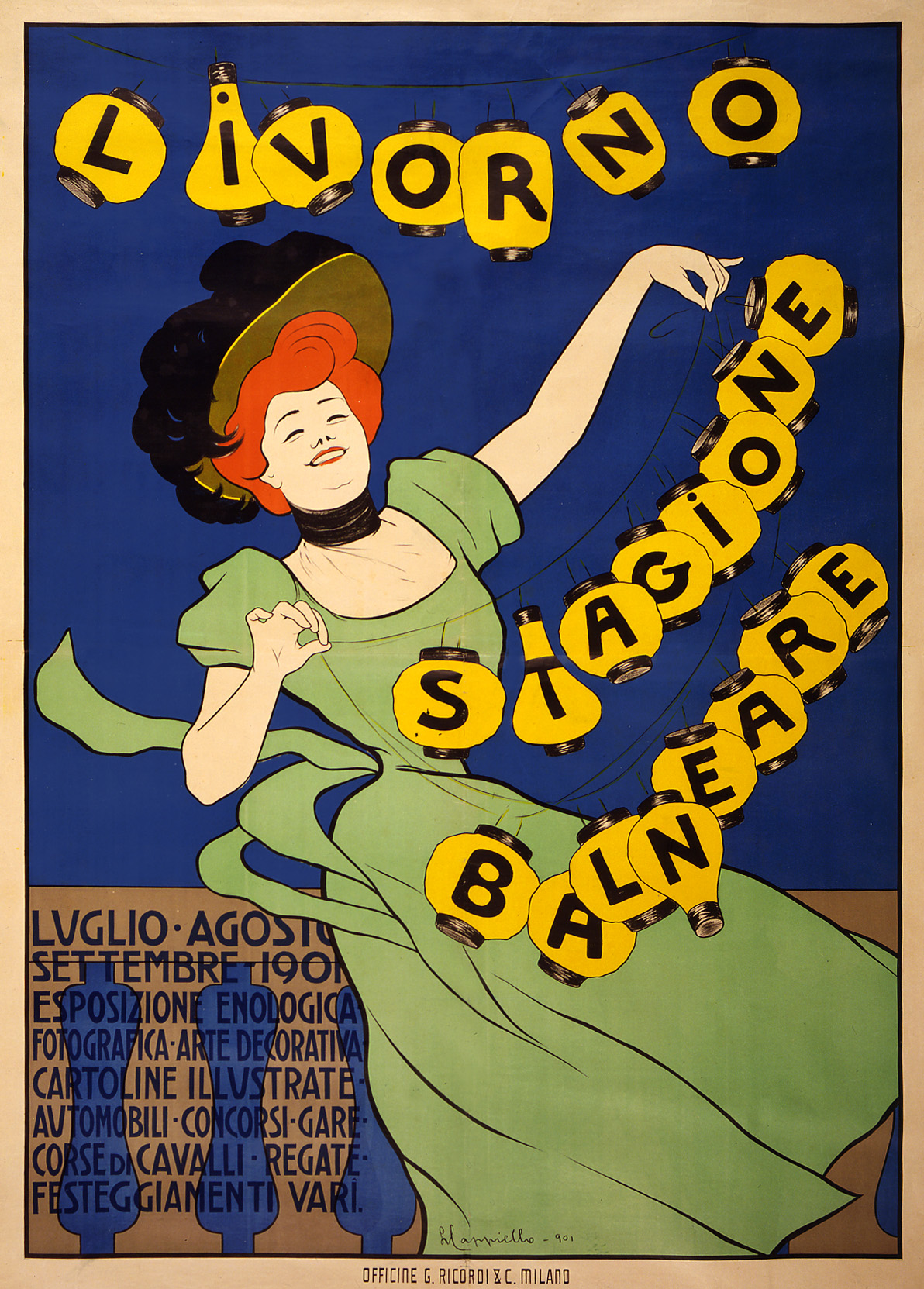
Ливорно
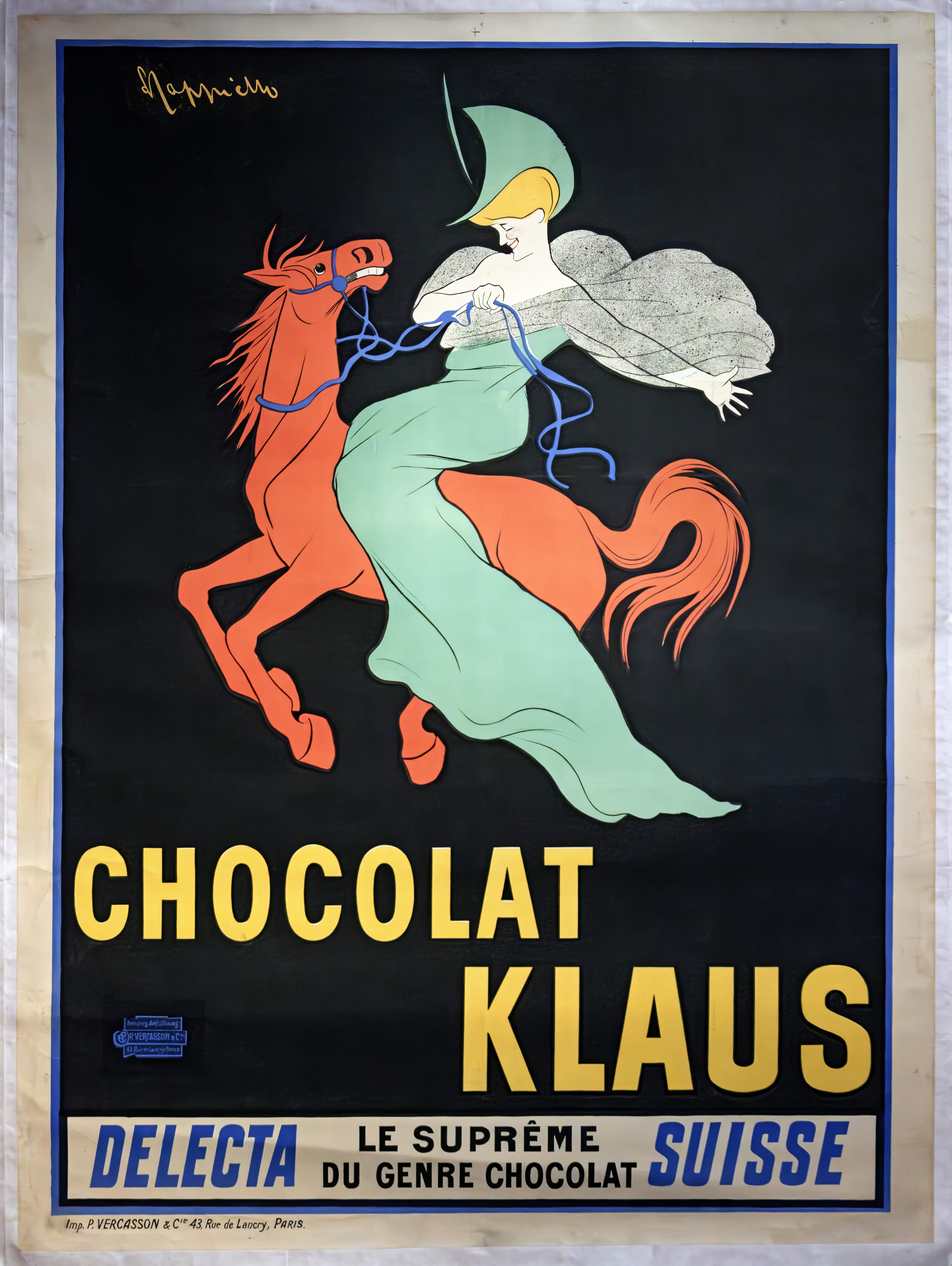
Шоколадный Клаус
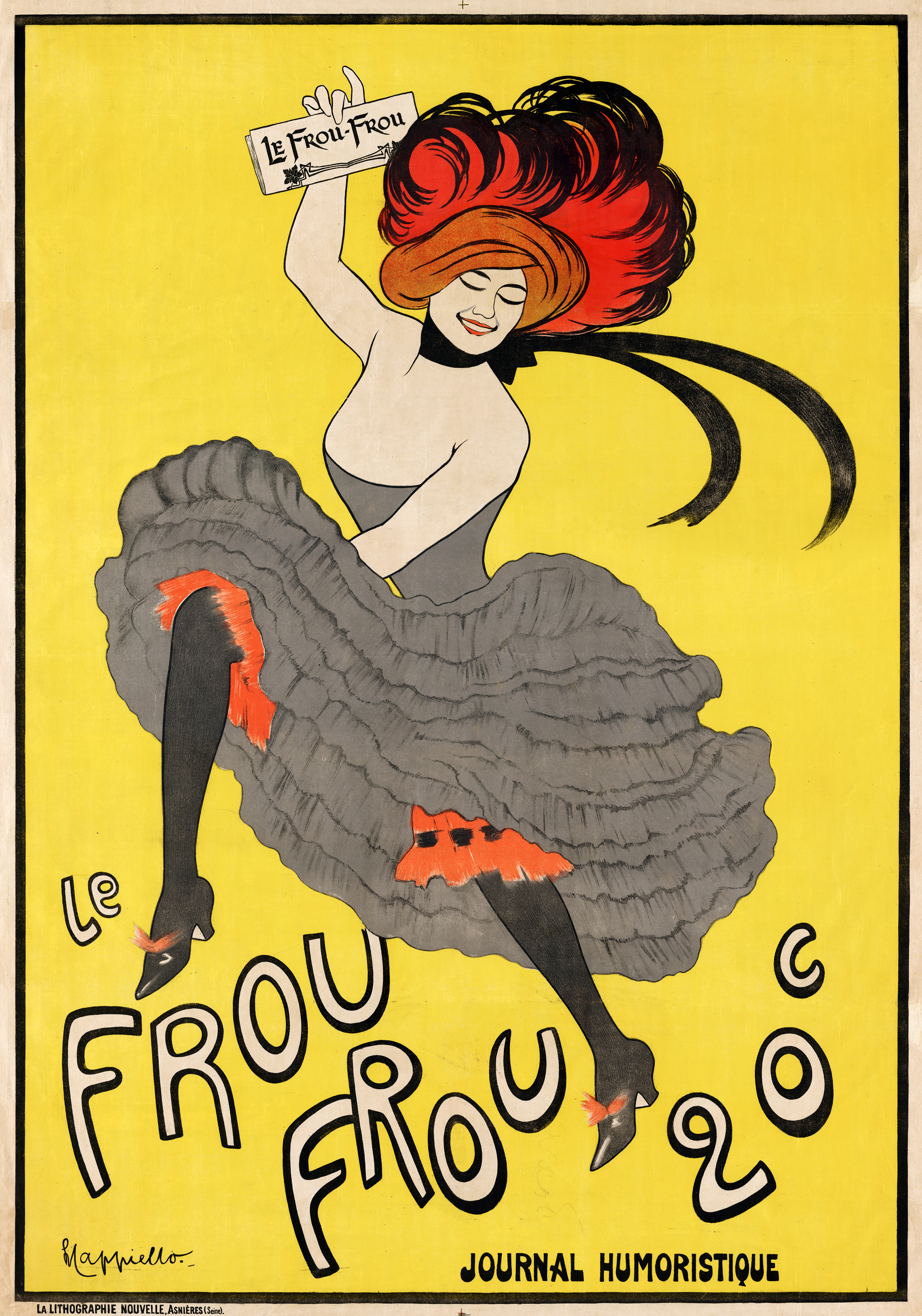
Фру-фру
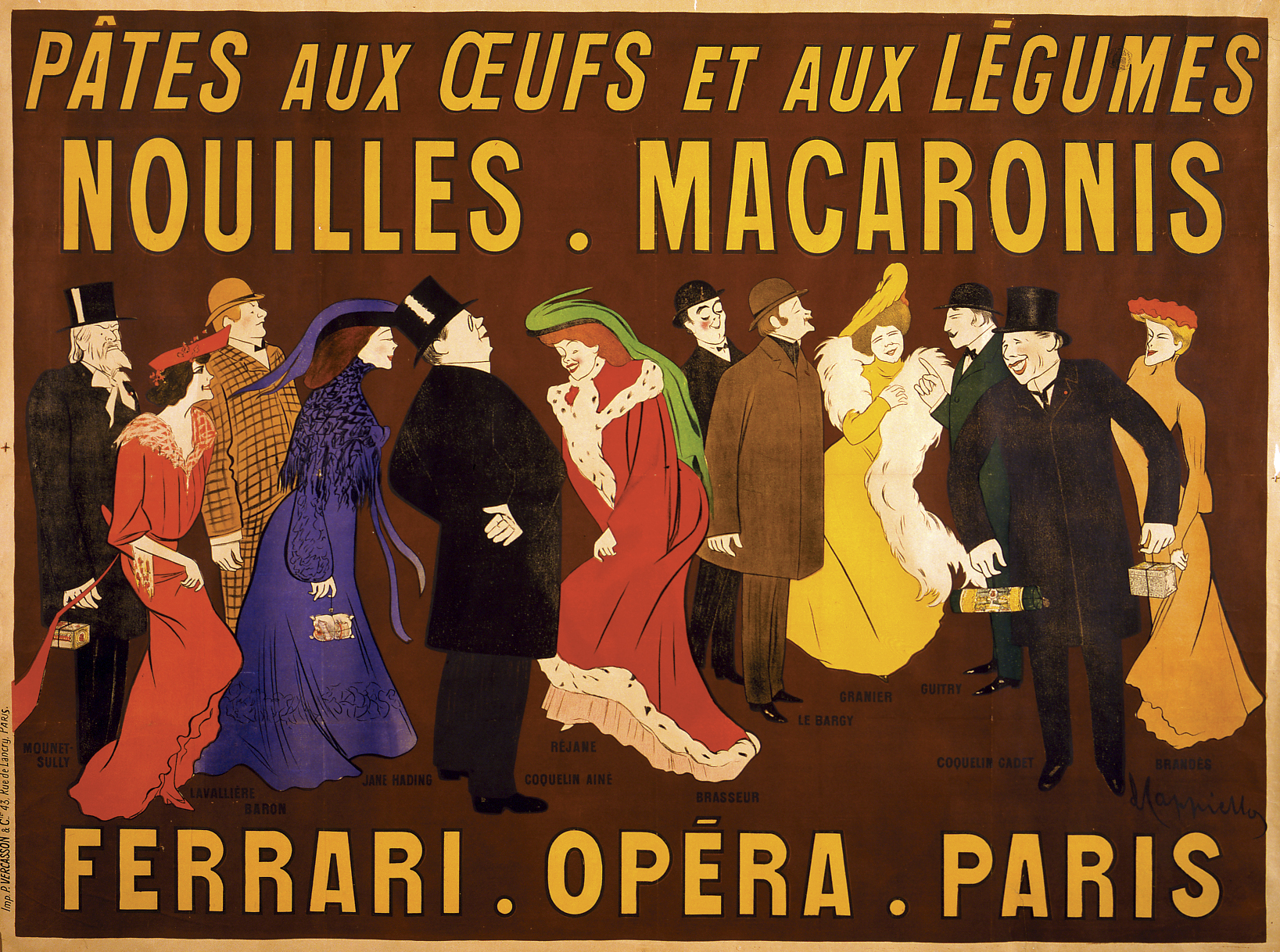
Pâtes Ferrari
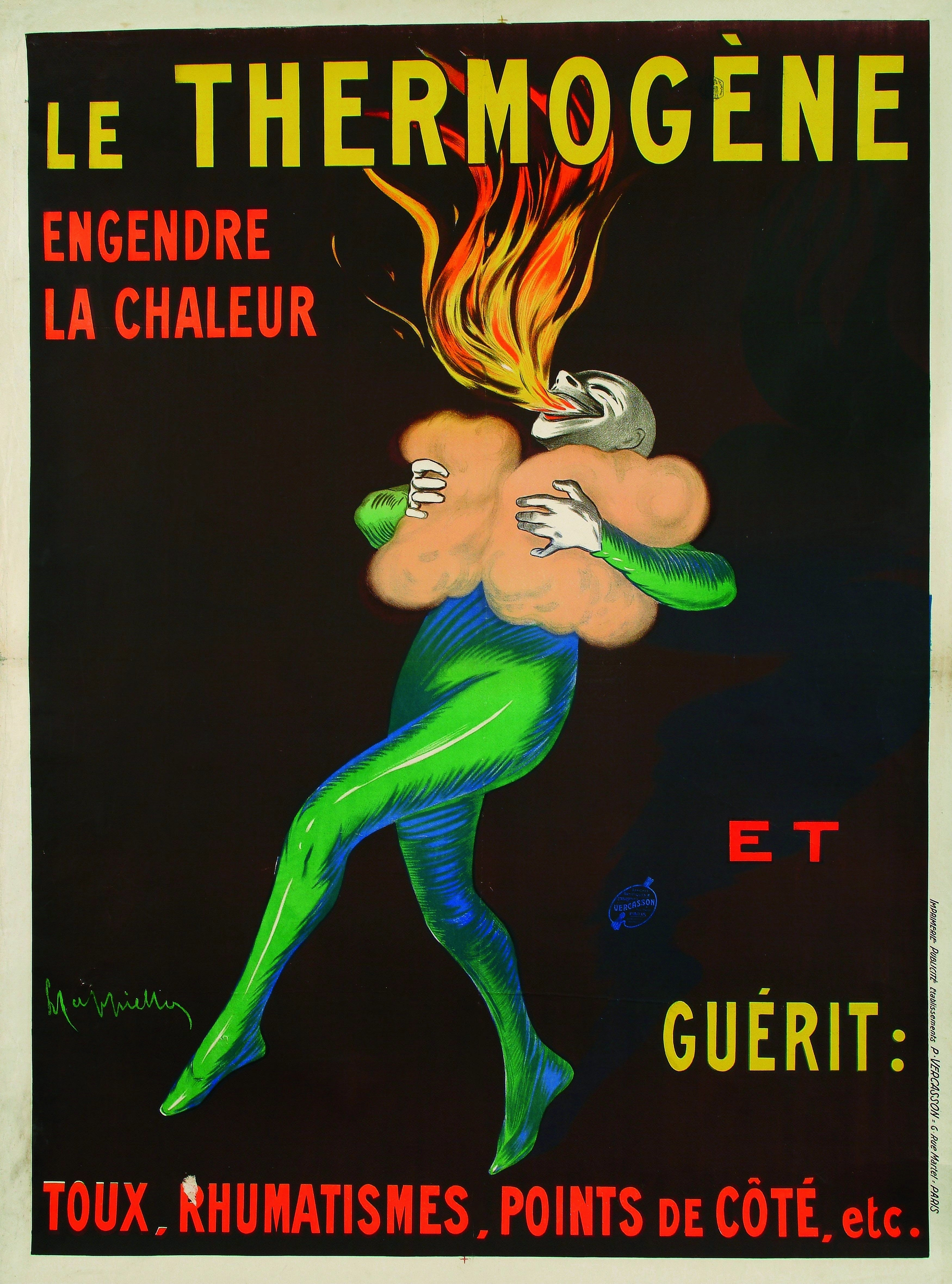
Publicité pour le Thermogène
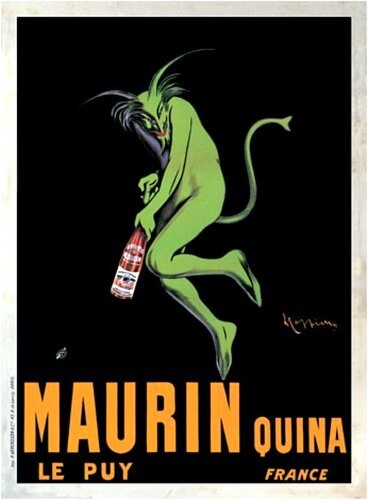
Маурин Квина, плакат, рекламирующий французский одноименный аперитив, 1906
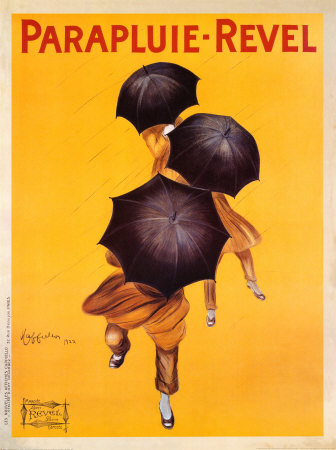
Торговая марка Revel, производителя зонтов, 1922